# Sete fatores da iluminação
Os Sete fatores da iluminação ou Bojjanga (bodhi /iluminação + anga /fatores) são descritos pelo Buda como fatores que levam à iluminação quando desenvolvidos.  É um conceito presente em várias partes do cânon em páli, listados como:
- Atenção plena (sati)
- Investigação dos fenômenos (dhamma-vicaya)
- Energia (viriya)
- Êxtase (piti)
- Tranquilidade (passaddhi)
- Concentração (samadhi)
- Equanimidade (upekkha)